# سبيدج قصير الذيل
ينتمي السبيدج قصير الذيل (الاسم العلمي للرتبة بالإنكليزية: Sepiolida) لمجموعة من رأسيات القدم ترتبط بالحبابير بقرابة وثيقة، ولكنها تمتلك عادةً رداءً أكثر استدارة منها وتفتقر للسان البحر، وكذلك يمتلك السبيدج ثماني أذرع حاملة لممصات ولامستين، ويكون حجمه صغيراً جداً بشكل عام (يتراوح طول رداء الذكر النموذجي بين 1 و8 سم).
يعيش السبيدج قصير الذيل في المياه الساحلية الضحلة للمحيط الهادئ وبعض أجزاء المحيطين الهندي والأطلسي، بالإضافة إلى المياه الضحلة على الشاطئ الغربي من شبه جزيرة كيب جنوبي أفريقيا، وبشكل مماثل للحبابير، بإمكانه السباحة إما باستخدام الزعانف على ردائه أو بواسطة الدفع النفاث، ويُعرف كذلك بالسبيدج القصير البدين (دلالة على ردائه المدوّر).

## عضو الإضاءة
يكوّن السبيدج قصير الذيل علاقة تعايشية مع جراثيم الضمة الفيشيرية ذات الضيائية الحيوية، والتي تقطن عضو إضاءة خاصاً في رداء السبيدج، فتنظم خواصُّها التألقية التعبير الجيني في العضو المذكور، إذ يُطعم السبيدج الجراثيم محلولاً من السكر والحموض الأمينية مقابل إخفائها لخياله عند مشاهدته من الأسفل، وذلك من خلال مطابقة كمية الضوء الساقط على السطح العلوي للرداء، وتُعتبر طريقة التمويه هذه مثالاً على الإضاءة العكسية.
يحتوي عضو الإضاءة على مراشح تستطيع أن تجعل طول موجة التألق أشبه بذاك الخاص بالضوء الساقط من القمر والنجوم، ويتضمن كذلك عدسة بخواص كيميائية حيوية مشابهة لعين السبيدج لتنشر التألق الجرثومي، وعاكساً يوّجه الضوء نحو البطن.

## التكاثر
يُعتبر السبيدج قصير الذيل متكرر الإنجاب، وقد تضع الأثنى منه عدة مجموعات من البيوض، تضم الواحدة منها 1-400 بيضة (اعتماداً على النوع) طوال فترة حياتها المقدرة بسنة واحدة، ومن ثم تُغطى البيوض بالرمل وتُترك دون رعاية أبوية، ويبدأ التعايش مع جراثيم الضمة الفيشيرية الموجودة في مياه البحر المحيطة مباشرةً عند الفقس، ويحرّض استعمار هذه الجراثيم لعضو الإضاءة الفتي تغيرات مورفولوجية في السبيدج تؤدي للنضج.

## التصنيف
يُعرف نحو سبعين نوعاً من السبيدج قصير الذيل، وما يزال تصنيفه ضمن الغمديات موضعاً للجدل، وبالتالي يُعتبر موقعه التصنيفي عرضة لتغيرات مستقبلية.
- صف رأسيات القدم
- تحت صف النوتويدات
- تحت صف الغمديات: السبيدج، والأخطبوط والحبار
- فوق رتبة عشارى الأرجل (Decapodiformes)
- رتبة الحباريات القرنية (Spirulida): سبيدج قرن الكبش
- رتبة (Sepiida): الحبار
- رتبة (Sepiolida): السبيدج قصير الذيل
- عائلة (Idiosepiidae)
- عائلة (Sepiolidae)
- رتبة (Teuthida): السبيدج
- فوق رتبة (Palaeoteuthomorpha)
- رتبة (Boletzkyida)
- فوق رتبة أخطبوطيات الشكل